# Fridmans Zwergbarsch
Fridmans Zwergbarsch (Pseudochromis fridmani), auch König-Salomon-Zwergbarsch oder König-Salomon-Fischchen genannt, ist ein kleiner Meeresfisch, der an den Küsten des Roten Meeres in Tiefen von einem bis 60 Metern vorkommt.

## Merkmale
Der Fisch wird sechs Zentimeter lang. Das Männchen wird etwas größer als das Weibchen. Die Grundfärbung ist leuchtend purpur-violett. Vom gleich gefärbten, im zentralen Westpazifik lebenden Porphyr-Zwergbarsch (Pictichromis porphyrea) unterscheidet ihn ein dunkler Längsstrich, der sich von der Schnauze durch das Auge bis zum Ende des Kiemendeckels erstreckt und die verlängerten Flossenstrahlen im unteren Schwanzflossenbereich, die dort eine kleine Spitze bilden, die beim Männchen länger ist. 

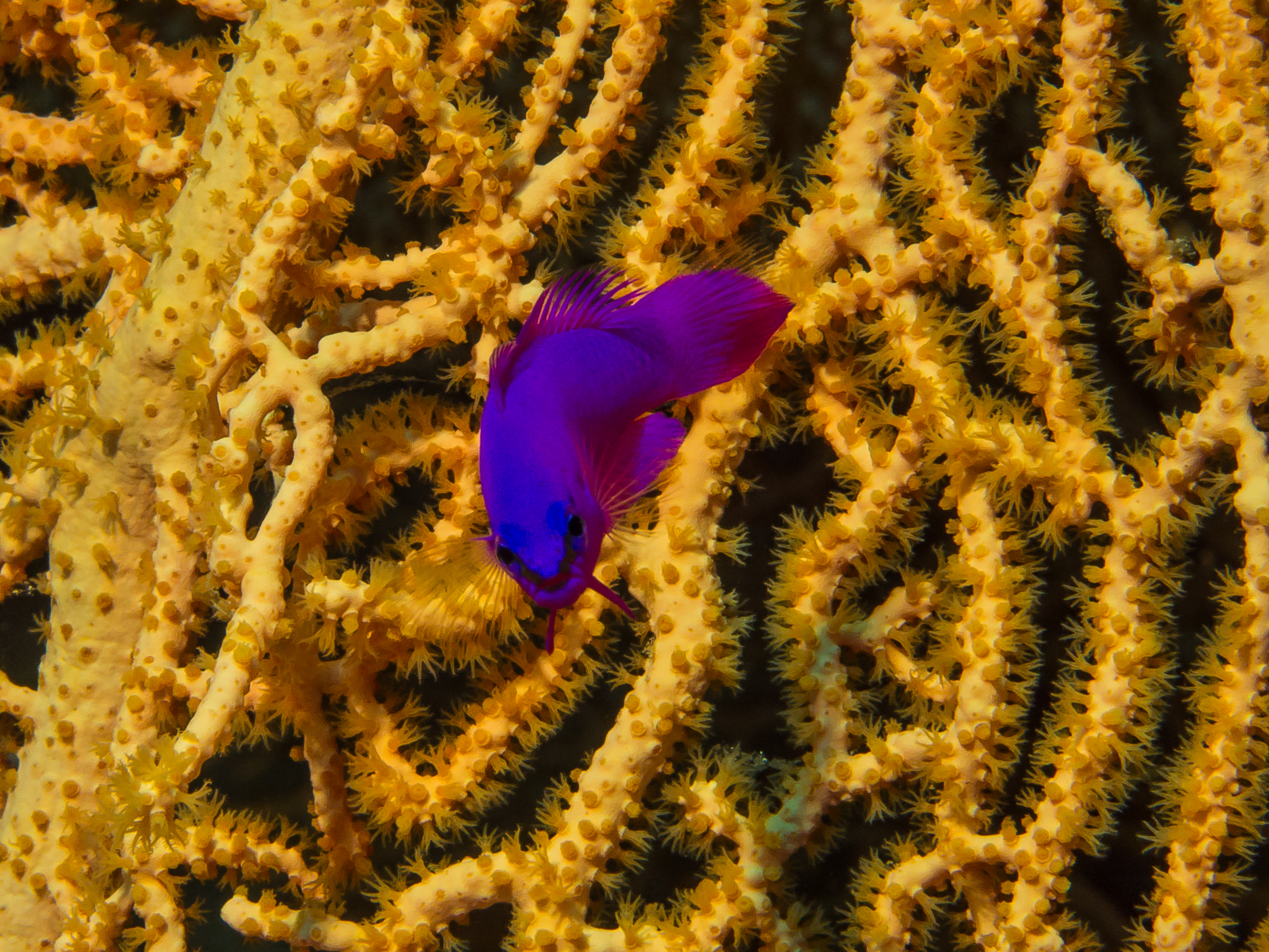
Zwergbarsch verteidigt seine Fächergorgonie gegen aufdringliche Taucher

## Lebensweise
Fridmans Zwergbarsch lebt sehr versteckt an senkrechten Felsen, unter Überhängen und in Korallenriffen in Tiefen von einem bis 60 Metern und ernährt sich vor allem von bodenbewohnenden und pelagischen Kleinkrebsen (Flohkrebse, Ruderfußkrebse und Meerasseln). Er ist häufig, wenig scheu und lebt oft in hoher Siedlungsdichte von sechs Exemplaren pro m² in Kleinrevieren und kleinen Höhlen und Spalten als Unterschlupf. Fridmans Zwergbarsch ist ein Höhlenlaicher. Männchen bilden Harems aus mehreren Weibchen. Die Eier werden vom Männchen bewacht. Wie alle daraufhin untersuchten Zwergbarsche ist Fridmans Zwergbarsch ein protogyner Zwitter, das heißt nach Eintritt der Geschlechtsreife sind die Fische zunächst weiblich um im weiteren Verlauf ihres Lebens zu Männchen zu werden.